# Asota clara
Asota clara là một loài bướm đêm thuộc họ Erebidae. Nó được tìm thấy ở Indonesia, Malaysia và Myanma.
Sải cánh dài 54–58 mm.

## Phụ loài
- Asota clara clara (Indonesia)
- Asota clara donatana (Indonesia, Malaysia, Myanmar)